# Joe Sumner

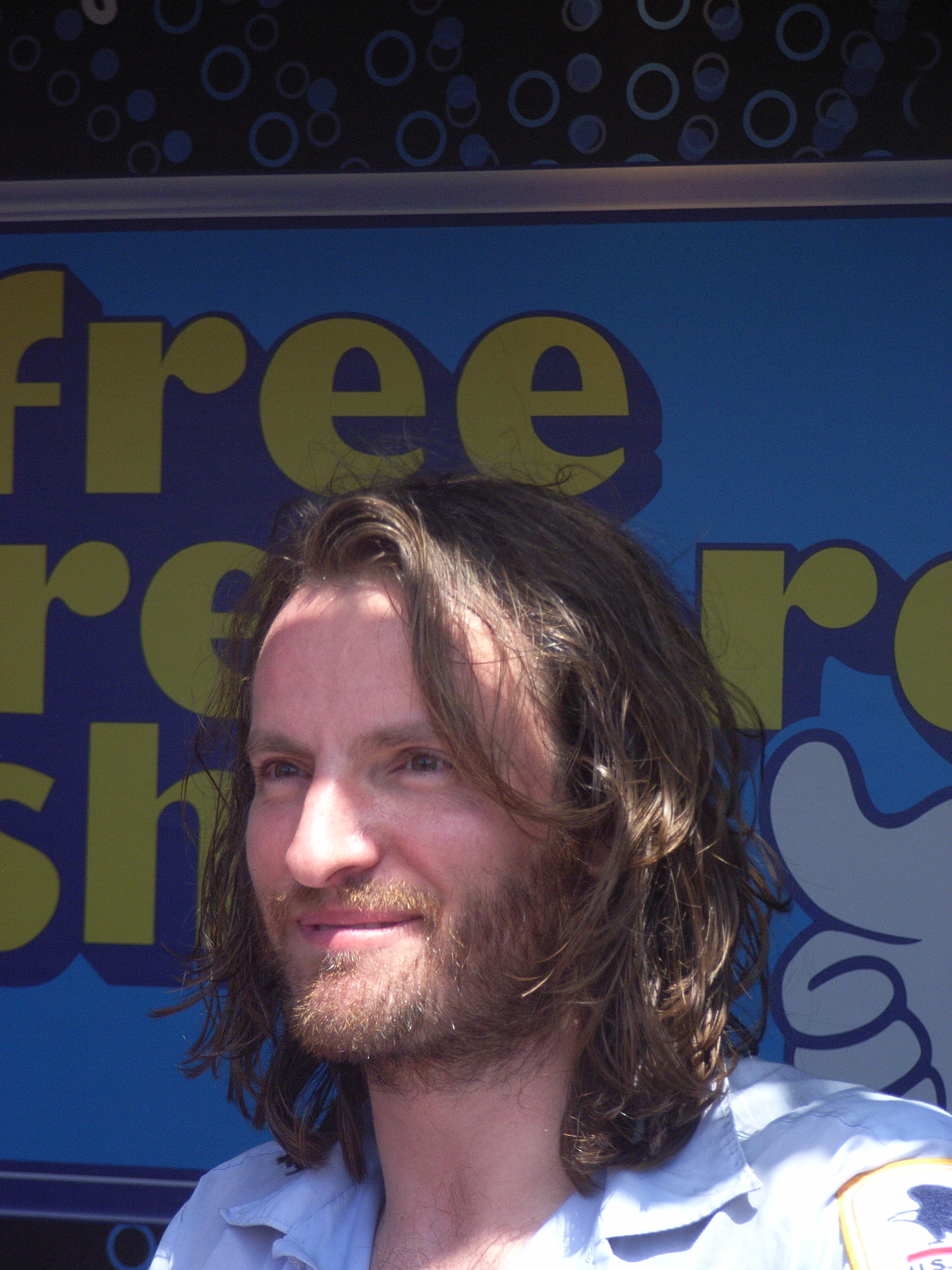
Joe Sumner met Fiction Plane live op Pinkpop 2008 te Landgraaf.

Joseph (Joe) Sumner (23 november 1976) is de zanger en bassist van de Engelse band Fiction Plane. Hij is de zoon van actrice Frances Tomelty en zanger, acteur en milieuactivist Gordon Sumner, beter bekend als Sting. Hij is de halfbroer van Eliot Sumner en Jake Sumner.
Sumner volgde een opleiding milieukunde aan de Richmond University. Hij heeft altijd moeite gehad met het feit dat hij Sting als vader heeft. Toen Sting hem vroeg om in het voorprogramma te spelen van de reünietour van diens band The Police in 2007 en 2008, volgde eerst grote twijfel omdat hij aanvankelijk zijn muzikale successen volledig op eigen kracht wilde behalen. Uiteindelijk stemde Fiction Plane toch in: "We zouden knettergek zijn als we het supporten van een van de grootste bands ter wereld zouden weigeren."
In 2011 probeerde Sumner het Eurovisiesongfestival te bereiken. Hij deed dit via de Oostenrijkse nationale finale samen met de Oostenrijkse groep Klimmstein en het nummer Paris, Paris. Ze haalden de laatste drie, maar werden daar verslagen door Nadine Beiler.